# Reichsstraße 143

Die Reichsstraße 143 (R 143) war bis 1945 eine Staatsstraße des Deutschen Reichs. Sie verlief in der Provinz Ostpreußen und verband die Stadt Königsberg (Preußen) (russisch Kaliningrad) mit dem Seebad Rauschen (russisch Swetlogorsk). Die Gesamtlänge betrug 37 Kilometer.
Heute verläuft die Trasse der ehemaligen R 143 im russischen Oblast Kaliningrad. Der erste Teil ist eine nicht bezeichnete Straße, der zweite Teil (zehn Kilometer) ist Teil der A 192.

## Straßenverlauf der R 143
(Russische Landstraße ohne Bezeichnung):
Provinz Ostpreußen (heute: Oblast Kaliningrad):
Stadtkreis Königsberg (heute Stadt Kaliningrad):
- Königsberg (Preußen) (Калининград – Kaliningrad) (Anschluss: Reichsstraßen R 1, R 126, R 128 und R 131)

Landkreis Samland (Königsberg) (heute Rajon Selenogradsk (Cranz)):
- Fuchsberg (Холмогоровка – Cholmogorowka)

Landkreis Samland (Fischhausen):
- Brasnicken (Волошино – Woloschino)
- Drugehnen (Переславскоө – Pereslawskoje)
- Marienhof (Ново-Переславское – Nowo-Perslawskoje) (nicht mehr existent)
- Perteltnicken (Терновка – Ternowka) (nicht mehr existent)

A 192 (Fernstraße A 192):
- Watzum, bis 1938 Wartnicken, (Горьовскоө – Gorkowskoje)
- Obrotten (Ольшанка – Olschanka)
- Alexwangen (Аральское – Aralskoje)
- Sankt Lorenz (Сальское – Salskoje)
- Rauschen (Светлогорск – Swetlogorsk)